# Tödliche Spiele auf Gothos
Tödliche Spiele auf Gothos (Originaltitel: The Squire of Gothos) ist die nach Ausstrahlungsreihenfolge 17. bzw. nach Produktionsreihenfolge 18. Episode der ersten Staffel der Science-Fiction-Fernsehserie Raumschiff Enterprise. Sie wurde in englischer Sprache erstmals am 12. Januar 1967 bei NBC ausgestrahlt. In Deutschland war sie zum ersten Mal am 23. März 1974 in einer synchronisierten Fassung im ZDF zu sehen.

## Handlung
Im Jahr 2267 bei Sternzeit 2124,5 durchquert die Enterprise eine leere Region des Weltraums, als vor ihr unvermittelt ein einzelner Planet auftaucht. Als ein Ausweichmanöver versucht wird, verschwinden plötzlich Captain Kirk und Steuermann Sulu. Nach einer erfolglosen Suche erhält die Enterprise eine seltsame Textnachricht von dem Planeten. Der erste Offizier Spock stellt ein Außenteam, bestehend aus Schiffsarzt McCoy, Navigator DeSalle und dem Geologen Jaeger, zusammen, die auf dem ansonsten eher lebensfeindlichen Planeten eine kleine Zone mit angenehmen, erdähnlichen Bedingungen entdecken. Inmitten dieser Zone steht ein Schloss. Als die drei das im Stil des 18. oder 19. Jahrhunderts eingerichtete Gebäude betreten, treffen sie dort auf Kirk und Sulu, die bewegungslos dastehen. Die Tür des Schlosses schließt sich und sie machen nun Bekanntschaft mit dem Hausherrn, der sich als General Trelane (im Ruhestand), der Squire von Gothos vorstellt.
Trelane erlöst Kirk und Sulu aus ihrer Starre und gibt sich zunächst recht freundlich und interessiert. Als Kirk jedoch verlangt, sofort auf sein Schiff zurückzukehren, stellt Trelane klar, dass er hier die alleinige Autorität hat, und versetzt Kirk als Zeichen seiner Macht für einige Sekunden in die giftige Atmosphäre des Planeten. Kurz darauf gelingt den fünf Menschen aber dennoch die Flucht, da Spock und Chefingenieur Scott einfach alles aus der lebensfreundlichen Zone auf die Enterprise beamen, was für die Sensoren wie ein Lebewesen aussieht. Doch es dauert nicht lang, da erscheint Trelane auf der Brücke der Enterprise. Er äußert seine Abneigung gegenüber Spock und entführt Kirk, Sulu, McCoy, DeSalle und Jaeger erneut, dazu Spock, Kommunikationsoffizierin Uhura und Yeoman Teresa Ross.
Während ihres Aufenthalts in Trelanes Schloss bemerken sie einige Seltsamkeiten, etwa ein Kaminfeuer, das keine Wärme abstrahlt, oder Speisen und Getränke ohne Geschmack. Kirk entwickelt die Theorie, dass Trelane wahrscheinlich gar nicht allmächtig ist, sondern ihnen nur Illusionen vorgaukelt, wahrscheinlich mit einer Maschine. Den Standort dieser Maschine vermutet er hinter einem großen Spiegel und er entschließt sich, sie zu zerstören. Als Trelane Yeoman Ross zum Tanz auffordert, sieht Kirk eine Gelegenheit gekommen. Er spielt ihm eine Eifersuchtsszene vor und fordert ihn zum Duell heraus. Trelane ist davon begeistert und holt Pistolen. Er selbst schießt in die Luft und liefert sich Kirks Gnade aus. Kirk jedoch schießt auf den Spiegel und zerstört somit Trelanes Maschine. Nun ist die Rückkehr zur Enterprise möglich und Kirk befiehlt umgehend, die Umlaufbahn von Gothos zu verlassen.
Trelanes Macht ist damit aber nicht gebrochen, denn obwohl ihr Kurs die Enterprise von Gothos wegführt, taucht er plötzlich wieder vor ihr auf und schiebt sich ihr bei jedem Ausweichmanöver erneut in den Weg. Kirk lässt das Schiff nun wieder in eine Umlaufbahn einschwenken und wird abermals von Trelane entführt. Kirk findet sich als Angeklagter in einem Gerichtssaal wieder, wo Trelane ihn zum Tod durch Erhängen verurteilt. Kirk ist davon aber nicht beeindruckt und entgegnet Trelane, dass er es sich viel zu einfach mache. Stattdessen schlägt er ihm als Herausforderung eine Jagd vor, mit der Bedingung, dass Trelane die Enterprise freigibt, wenn Kirk gewinnt. Trelane ist einverstanden und verfolgt ihn eine Weile mit einem Säbel bewaffnet. Schließlich versperrt er ihm den Weg durch plötzlich erscheinende Gitter. Kirk weigert sich aber, sich Trelane zu unterwerfen, zerbricht seinen Säbel und beschimpft ihn wie ein ungezogenes Kind. Überraschend stellt sich heraus, dass Trelane genau das ist, denn unvermittelt tauchen nun zwei körperlose Wesen auf, die sich als Trelanes Eltern entpuppen. Sie sind über sein Verhalten nicht erfreut, besonders über den schlechten Umgang mit seinen „Haustieren“. Zur Strafe muss Trelane seinen Planeten verlassen und seine Eltern geben die Enterprise nun endgültig frei.

## Verbindungen zu anderen Star-Trek-Produktionen
Tödliche Spiele auf Gothos ist eine der wenigen Folgen, in denen ungefähre Angaben zur Handlungszeit der Serie Raumschiff Enterprise gemacht werden. Allerdings sind die verschiedenen Angaben innerhalb der Serie nicht konsistent und stimmen auch nicht mit der später als kanonisch etablierten Handlungszeit in den 2260er Jahren überein. Die Einrichtung von Trelanes Schloss passt ins 18. oder noch besser ins frühe 19. Jahrhundert. Da Gothos 900 Lichtjahre von der Erde entfernt ist, müsste die Handlung im 27. oder 28. Jahrhundert spielen. Die Folgen Landeurlaub, Der schlafende Tiger und Seit es Menschen gibt implizieren wiederum eine Handlungszeit irgendwann im 22. Jahrhundert.
In der 1987 gestarteten Serie Raumschiff Enterprise – Das nächste Jahrhundert wurde mit Q ebenfalls ein extrem mächtiges Wesen eingeführt, das mit der Besatzung der Enterprise Schabernack treibt. Dessen Darsteller John de Lancie spekulierte, dass Trelane als Grundlage für die Figur des Q diente. Peter David machte in seinem 1994 erschienenen nicht-kanonischen Roman Q² (Q-Squared) Trelane tatsächlich zu einem Mitglied des Q-Kontinuums.
In Folge 2.07 (Tierisch olle Sternenreisende) von Star Trek: Strange New Worlds aus dem Jahr 2023 wird Trelane erwähnt.

## Produktion

### Drehbuch
Die Idee zu dieser Folge kam Drehbuchautor Paul Schneider, als er Kinder beim Krieg spielen sah. Daher war Tödliche Spiele auf Gothos ursprünglich als Anti-Kriegs-Botschaft gedacht.
Die Menschenjagd, die Trelane am Ende der Folge mit Kirk veranstaltet, ist vage an Richard Connells Kurzgeschichte Das grausamste Spiel von 1924 angelehnt, die 1932 als Graf Zaroff – Genie des Bösen erstmals verfilmt wurde.

### Darsteller
Trelane-Darsteller William Campbell spielte auch den Klingonen Koloth in der Raumschiff-Enterprise-Folge Kennen Sie Tribbles? sowie in der Folge Der Blutschwur von Star Trek: Deep Space Nine.
Lieutenant DeSalle (Michael Barrier) tritt auch in den Folgen Falsche Paradiese und Das Spukschloss im Weltall auf.
Die Rolle von Yeoman Teresa Ross (Venita Wolf) war eigentlich für Janice Rand (Grace Lee Whitney) vorgesehen. Rand war als wiederkehrende Nebenfigur eingeführt worden, wurde aber sehr bald aus der Serie herausgeschrieben und hatte ihren letzten Auftritt in der Folge Spock unter Verdacht.
Barbara Babcock und Bart LaRue, die hier in einem klassischen Deus-ex-Machina-Moment Trelanes Eltern ihre Stimmen liehen, erhielten dafür keine Erwähnung in den Credits der Folge.

### Requisiten
Für Tödliche Spiele auf Gothos wurden viele Requisiten aus früheren Folgen wiederverwendet, etwa ein vogelartiges Wesen aus dem ursprünglichen Pilotfilm Der Käfig oder die Puppe, die den „Salzvampir“ aus Das Letzte seiner Art dargestellt hatte.

## Adaptionen
James Blish schrieb eine Textfassung von Tödliche Spiele auf Gothos, die auf Englisch erstmals 1975 in der Geschichtensammlung Star Trek 11 erschien. Die deutsche Übersetzung erschien 1977.

## Rezeption
Zack Handlen nannte Tödliche Spiele auf Gothos 2012 als eine der zehn Folgen von Raumschiff Enterprise, die die Serie am besten repräsentieren.
Sven Harvey zählte Tödliche Spiele auf Gothos 2015 auf der Website Den of Geek als eine der 25 besten Folgen der beiden Serien Raumschiff Enterprise und Die Enterprise.
Silas Lesnick listete Tödliche Spiele auf Gothos 2018 in einer Aufstellung der 20 besten Folgen von Raumschiff Enterprise auf Platz 17.
Christian Blauvelt listete Tödliche Spiele auf Gothos 2022 auf hollywood.com in einem Ranking aller 79 Raumschiff-Enterprise-Folgen auf Platz 57.

## Parodien und Anspielungen
Die Folge 4.12 (Der letzte Trekki) der Zeichentrickserie Futurama von 2002 parodiert zahlreiche Folgen von Raumschiff Enterprise. Die Rahmenhandlung ist dabei stark an Tödliche Spiele auf Gothos angelehnt. Hier hält ein mächtiges wolkenförmiges Wesen namens Melllvar die Protagonisten der Serie und die Hauptdarsteller von Raumschiff Enterprise gefangen, bis es schließlich von seinen Eltern zum Essen gerufen wird.